# Hans Björklind
Hans Oskar Björklind, född 12 januari 1908 i Helsingfors, död där 23 juni 1969, var en finländsk grafiker och målare. Han var gift med målaren Maire Könni-Björklind. 
Björklind genomgick Centralskolan för konstflit 1925–1929, hade sedan egen reklambyrå i ett år och fick därefter anställning som tecknare vid reklambyrån Erva-Latvala; blev 1949 ateljéchef där och 1966 chef för den konstnärliga produktionen. Han gjorde även en vägande insats som fri konstnär, främst som grafiker, och var medlem av både Finlands konstgrafiker och Målarförbundet. Han debuterade som bildkonstnär 1931 och tilldelades Pro Finlandia-medaljen 1963.